# River (Joni-Mitchell-Lied)
River ist ein Song von Joni Mitchell, der 1971 auf ihrem Album Blue erschien. Er wurde zu einem Weihnachtslied-Standard. Obwohl er nie als Single veröffentlicht wurde, steht River auf Platz zwei von Mitchells Liedern, die am häufigsten von anderen Künstlern gecovert wurden.

## Hintergrund und Komposition
Der Song handelt vom Ende einer Beziehung. Die Erzählerin sehnt sich danach, ihren schmerzhaften Emotionen zu entkommen, indem sie mit Schlittschuhen auf einem Fluss fort gleitet. Wahrscheinlich wurde es von Mitchells Beziehung mit Graham Nash in den Jahren 1968–1970 inspiriert.
Am Anfang und Ende des Songs wird das Weihnachtslied Jingle Bells zitiert. Obwohl das Lied kein Weihnachtslied ist, sondern nur in der Weihnachtszeit spielt, wurde es zu einer Art modernes  Weihnachtslied. Der Autor Will Blythe glaubt, das Lied sei von einem Besuch in Chapel Hill inspiriert, den Mitchell mit ihrem damaligen Verehrer James Taylor machte.
Joni Mitchell sagte 2014 zu ihrem Song:

„Nun, es ist die Übernahme persönlicher Verantwortung für das Scheitern einer Beziehung. Und meine Generation – Sie wissen schon, die ‚Me Generation‘ – ist dafür bekannt, eine Peter Pan, narzisstische Generation zu sein, richtig? Also ist es wirklich, wissen Sie – es ist wirklich dieser Aspekt unserer Unfähigkeit – wissen Sie, ‚Ich bin egoistisch und ich bin traurig‘.“

## Coverversionen
River ist nach Both Sides, Now der am zweithäufigsten gecoverte Song von Mitchells Kompositionen (fast 800 Aufnahmen), der oft auf Weihnachtsalben erscheint.
Linda Ronstadt nahm eine Version für ihr 2000er Album A Merry Little Christmas auf. Robert Downey Jr. coverte es in Ally McBeal. James Taylor coverte den Song 2006 für sein Album James Taylor at Christmas. Er hatte das Lied zum ersten Mal gehört, als Joni Mitchell es 1970 in ihrem Haus für ihn spielte. Eine Coverversion von Judy Collins erschien 2019 auf ihrem Album Winter Stories.